# Shakawe

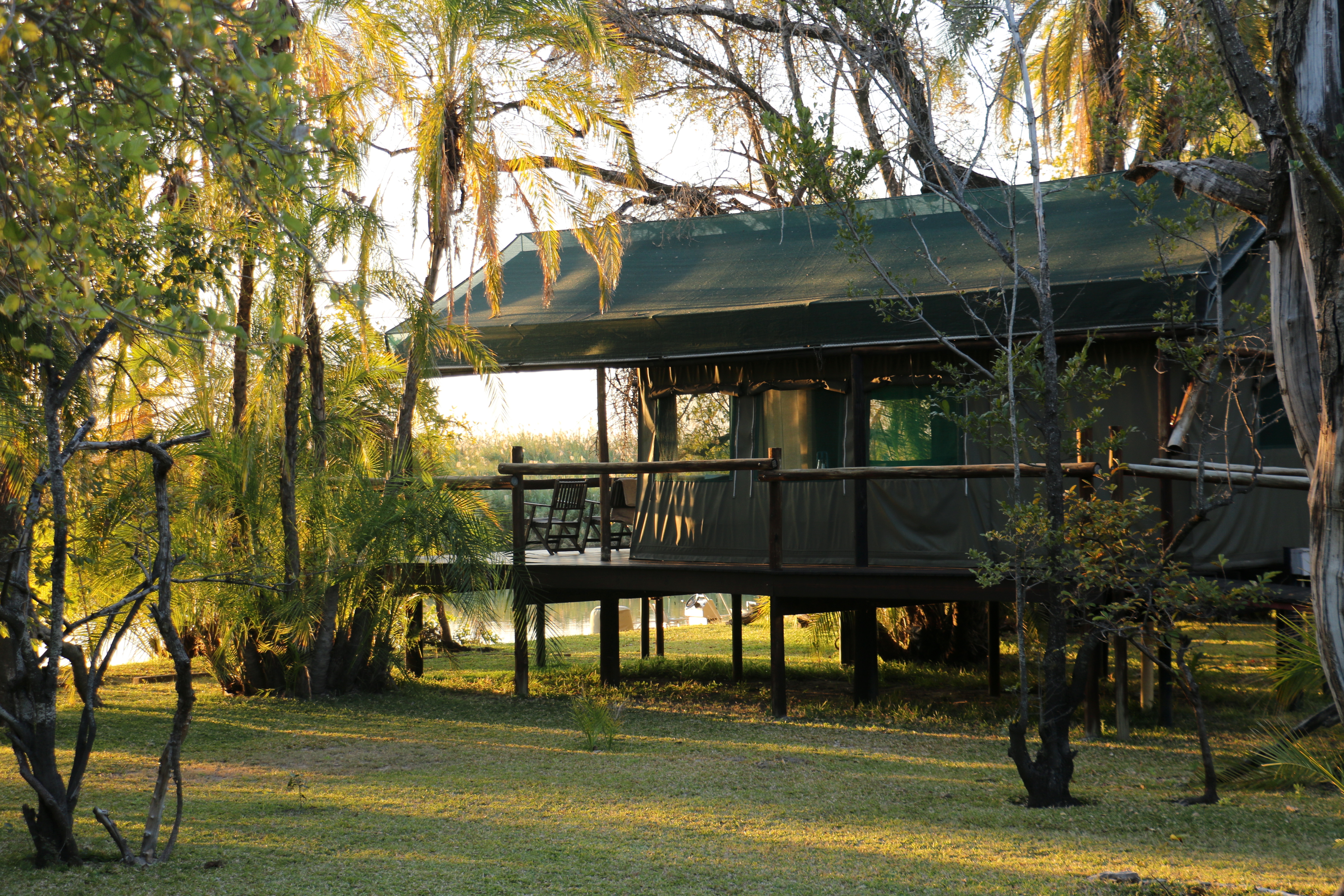
Eine Tented Lodge (Zelt-Lodge) am Okavango bei Shakawe (2017)

Shakawe ist ein Ort im North West District in Botswana. Er dient unter anderem als Startpunkt für Reisen in mehrere touristisch genutzte Gebiete.

## Geographie
Im Jahr 2011 hatte Shakawe 6693 Einwohner.
Shakawe liegt fast im äußersten Nordwesten des Landes, nahe der Grenze zum namibischen Caprivistreifen, sowie etwa 200 Kilometer nördlich der Distrikthauptstadt Maun. Angola ist rund 50 Kilometer entfernt. Der Ort liegt am Nordende des Okavangodeltas, dem sogenannten Panhandle („Pfannenstiel“), unmittelbar westlich des Okavango. Das Gebiet ist eben; das Flussbett liegt nur geringfügig unter dem Niveau des Ortes. Rund 40 Kilometer südlich befinden sich die Tsodilo Hills. 
Die Bewohner sind überwiegend Hambukushu und Baherero, aber auch Bayeyi und San.

## Wirtschaft und Infrastruktur
Die Bewohner leben vor allem von der Fischerei und dem Tourismus.
Shakawe liegt an der Fernstraße A35, die vom Lake Ngami kommend westlich des Okavango über Shakawe zum nahegelegenen Grenzübergang Mohembo West nach Namibia führt, wo sie in die C48 übergeht. Busse brauchen von Maun etwa fünf Stunden bis Shakawe. Nördlich von Shakawe wurde 2022 die Mohembo Ferry durch die Okavango River Bridge ersetzt.
Der Shakawe Airport wird von Chartermaschinen angeflogen, etwa von der Gesellschaft Air Shakawe, die 2010 in Shakawe gegründet wurde, 2012 aber ihren Sitz nach Maun verlegte. Ziele sind meist Flugplätze im Okavangodelta und am Linyanti.
1966 wurde ein Wasserwerk gegründet, im Januar 2013 wurde die Shakawe Senior Secondary School eröffnet.